# Bruno Eugenio Ballan
Bruno Eugenio Ballan (Santa Maria di Sala, 4 maggio 1922 – Mirano, 25 agosto 2004) è stato un partigiano, politico e sindacalista italiano.
Medaglia d'Argento al Valor Militare. Cittadino onorario del comune di Mirano.

## Biografia
Bruno, nato a Sant'Angelo di Santa Maria di Sala da una famiglia di contadini fu un operaio dei vecchi "Cantieri navali Breda" attuale cantiere della Fincantieri di Porto Marghera. Dopo l'8 settembre 1943 partecipò, con il nome di battaglia “Barba” , alla Resistenza tra le file delle Brigate Garibaldi fondando una sua compagnia, la “Bis” . Fu prima il vice e successivamente il comandante del VI battaglione “Sparviero” che svolse le sue attività nei comuni del territorio del miranese (Mirano, Noale, Santa Maria di Sala) e a Trebaseleghe.
Fu arrestato una prima volta dalla Guardia Nazionale Repubblicana e dopo 48 ore , tra il 7 e l'8 giugno 1944, fu liberato dalla prigione di Camposampiero dai partigiani della sua compagnia; una seconda volta, il 20 dicembre 1944, dalle SS di Mira (Italia). Riuscì a fuggire rocambolescamente il 7 gennaio 1945 durante un trasferimento di prigione, saltando giù dall'auto che lo trasportava ed inseguito, per chilometri, dagli spari delle guardie.
Nel 1957 fu processato per la sua attività di responsabile militare di Santa Maria di Sala nei giorni successivi alla fine della guerra. Era stato accusato della morte di un uomo a Santa Maria di Sala.
Ballan fu assolto perché l'uomo, ammalato di cuore, era morto per collasso cardiaco al suo rientro dopo che era stato bastonato per vendetta dai partigiani di Casarsa della Delizia (dove si era rifugiato) perché aveva fatto fucilare due partigiani del luogo.

## Il combattimento di Zeminiana
Per il ruolo e le azioni svolte in uno dei più importanti combattimenti partigiani avvenuti nella pianura veneta, quello di Zeminiana di Massanzago, Ballan fu insignito della Medaglia d'Argento al Valor Militare.
Il conflitto a fuoco avvenne l'11 ottobre 1944 ai confini tra la frazione di Zeminiana e la frazione di Briana di Noale (qualche libro la ricorda come la "battaglia di Briana" o del "Parauro", una strada del comune di Noale). Mentre tra i fascisti del Guardia Nazionale Repubblicana ci furono un numero indefinito di morti e feriti tra i partigiani ci furono solo quattro uccisi e tre feriti. Nei giorni successivi la reazione fascista e nazista non tardò a manifestarsi con l'esecuzione di un grande rastrellamento e l'arresto di molti renitenti alla leva che abitavano nella zona, inviandoli prigionieri in Germania. A memoria della battaglia è stato posto un cippo.

## "Una scelta di vita"
Nel 1946 si iscrisse al Partito Comunista Italiano e successivamente al Partito della Rifondazione Comunista che, dopo la sua morte, gli ha intitolato l'organizzazione territoriale del miranese.
Organizzò e diresse la sezione dell'ANPI di Mirano dall'origine fino alla fine della sua vita educando generazioni di giovani all'impegno politico e civile, allo studio della Resistenza e al ricordo dei Martiri di Mirano ai quali la città di Mirano ha intitolato loro la piazza principale.
Nel 1956 fu eletto consigliere comunale per il PCI di Mirano e venne rieletto, ininterrottamente, per circa 40 anni.
Decise, come "scelta di vita", di fare il funzionario sindacale “di base” a tempo pieno, "dae parte dei poareti", come lui spesso ricordava. Così, dal 1945 fino a qualche mese prima di morire, lavorò, armato della sua inseparabile vecchia macchina da scrivere (sequestrata agli ex-uffici del PNF di Mirano), per risolvere i problemi di tutti, senza distinzioni di idee o tessere politiche, i contadini, degli operai, dei pensionati. Negli ultimi anni il suo ufficio era ufficialmente organizzato dalla Cia (Confederazione italiana agricoltori) ma in tutta la provincia di Venezia, era conosciuto, vista la straordinarietà dell'uomo, come l'ufficio sindacale e di assistenza di "Ballan". La sede della "Cia" di Venezia gli ha dedicato una sala riunioni con un bassorilievo opera di Franco Murer.